# Nationalmuseum
Nationalmuseum (sau Muzeul Național de Arte Plastice) este galeria națională a Suediei, situată pe peninsula Blasieholmen din centrul orașului Stockholm.

## Istoric
Beneficiarii muzeului includ regele Gustav III și Carl Gustaf Tessin. Muzeul a fost înființat în 1792 ca Muzeul Kungliga („Muzeul Regal”). Clădirea actuală a fost deschisă în 1866, când a fost redenumită Nationalmuseum, și a fost folosită ca una dintre clădirile pentru a susține Expoziția Generală Industrială din Stockholm din 1866.
Clădirea actuală, construită între 1844 și 1866, a fost inspirată de arhitectura Renașterii din nordul Italiei. Este designul arhitectului german Friedrich August Stüler, care a proiectat, de asemenea, Muzeul Neues din Berlin. Exteriorul relativ închis, cu excepția intrării centrale, nu oferă nici un indiciu al interiorului spațios, dominat de zborul imens al scărilor care duceau spre cele mai înalte galerii. Muzeul a fost extins în 1961 pentru a găzdui atelierele muzeului. Actualul restaurant a fost înființat în 1996. Clădirea muzeului a fost închisă pentru renovare în 2013 și a fost redeschisă pe 13 octombrie 2018. Revizia de 132 milioane de dolari a căutat să pună în evidență mai multe colecții ale muzeului și să se potrivească securității, accesibilității, siguranței împotriva incendiilor și controlului climatizării a unei instituții moderne.

## Colecții
Colecția muzeală cuprinde aproximativ jumătate de milion de desene din Evul Mediu până în 1900, o colecție proeminentă din secolul al XVII-lea de Rembrandt și alți pictori olandezi, precum și o colecție de articole din porțelan, picturi, sculpturi și artă modernă. Muzeul are, de asemenea, o bibliotecă de artă, deschisă publicului și cadrelor universitare.

## Lucrări notabile

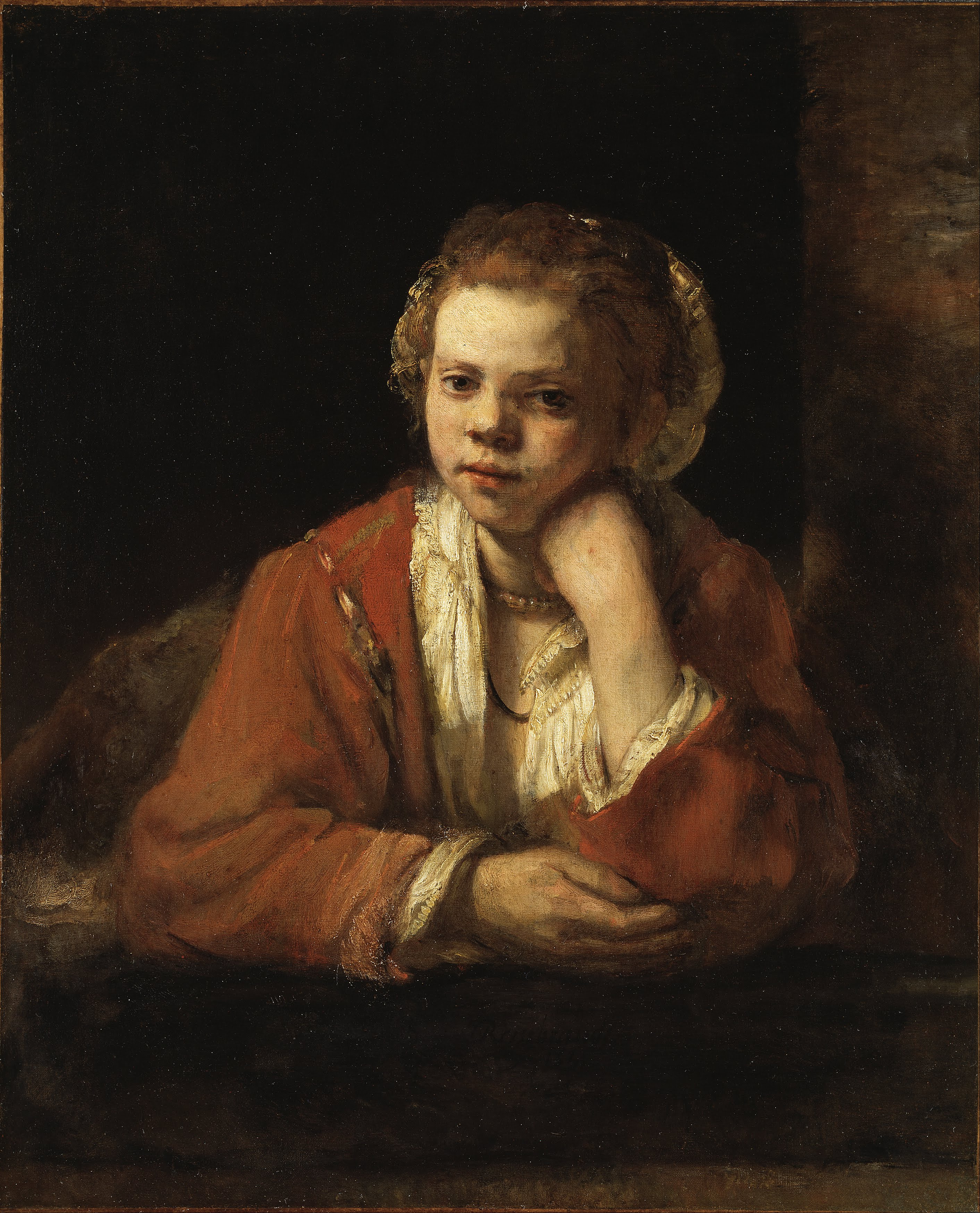
Rembrandt, Servitoarea din bucătărie
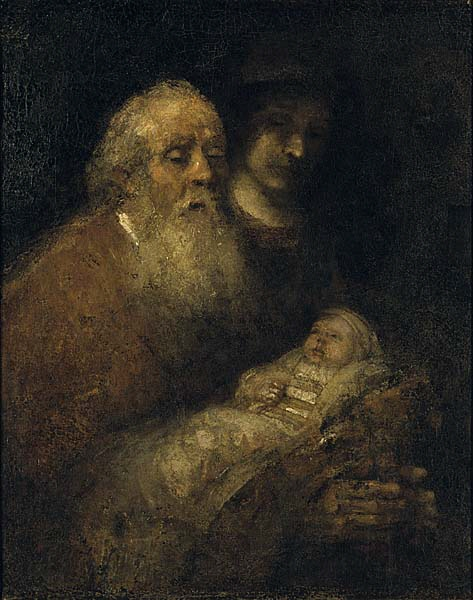
Rembrandt, Cântarea de laudă a lui Simeon
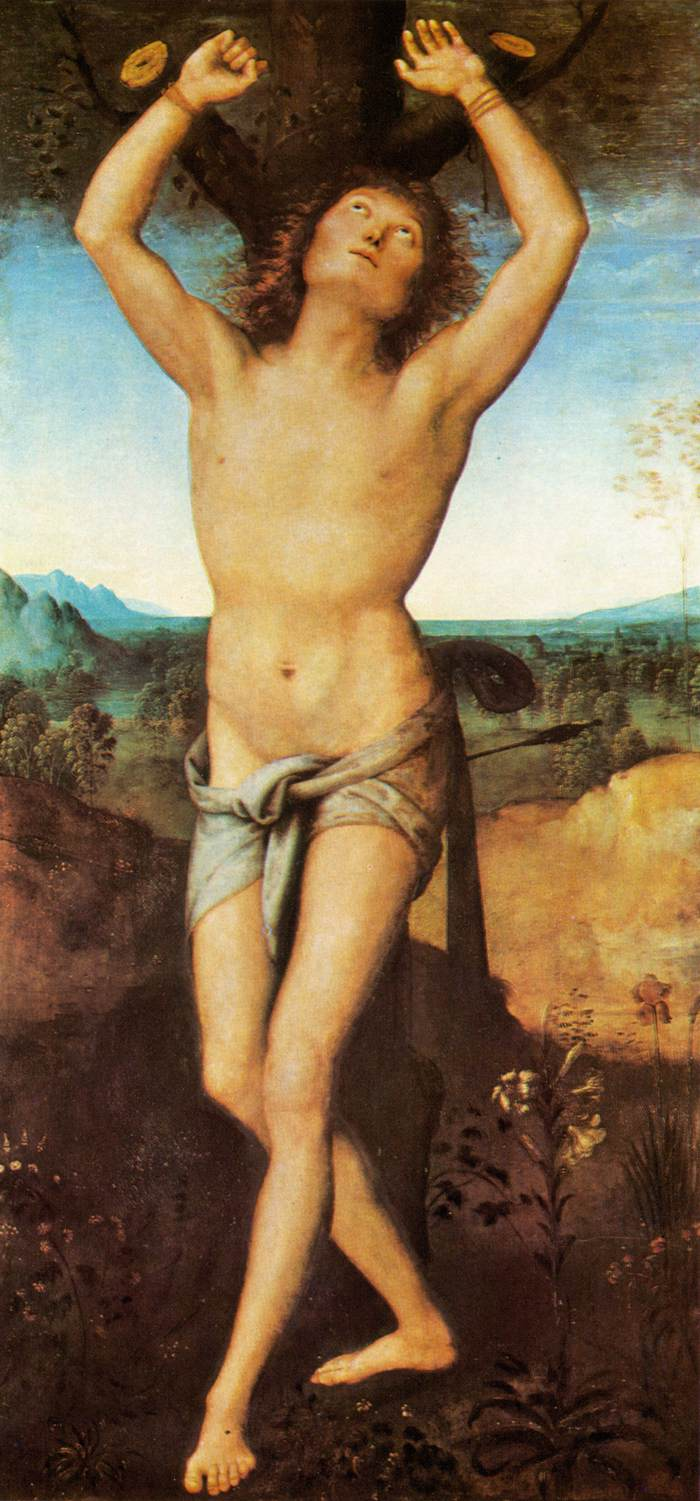
Perugino, Sf. Sebastian
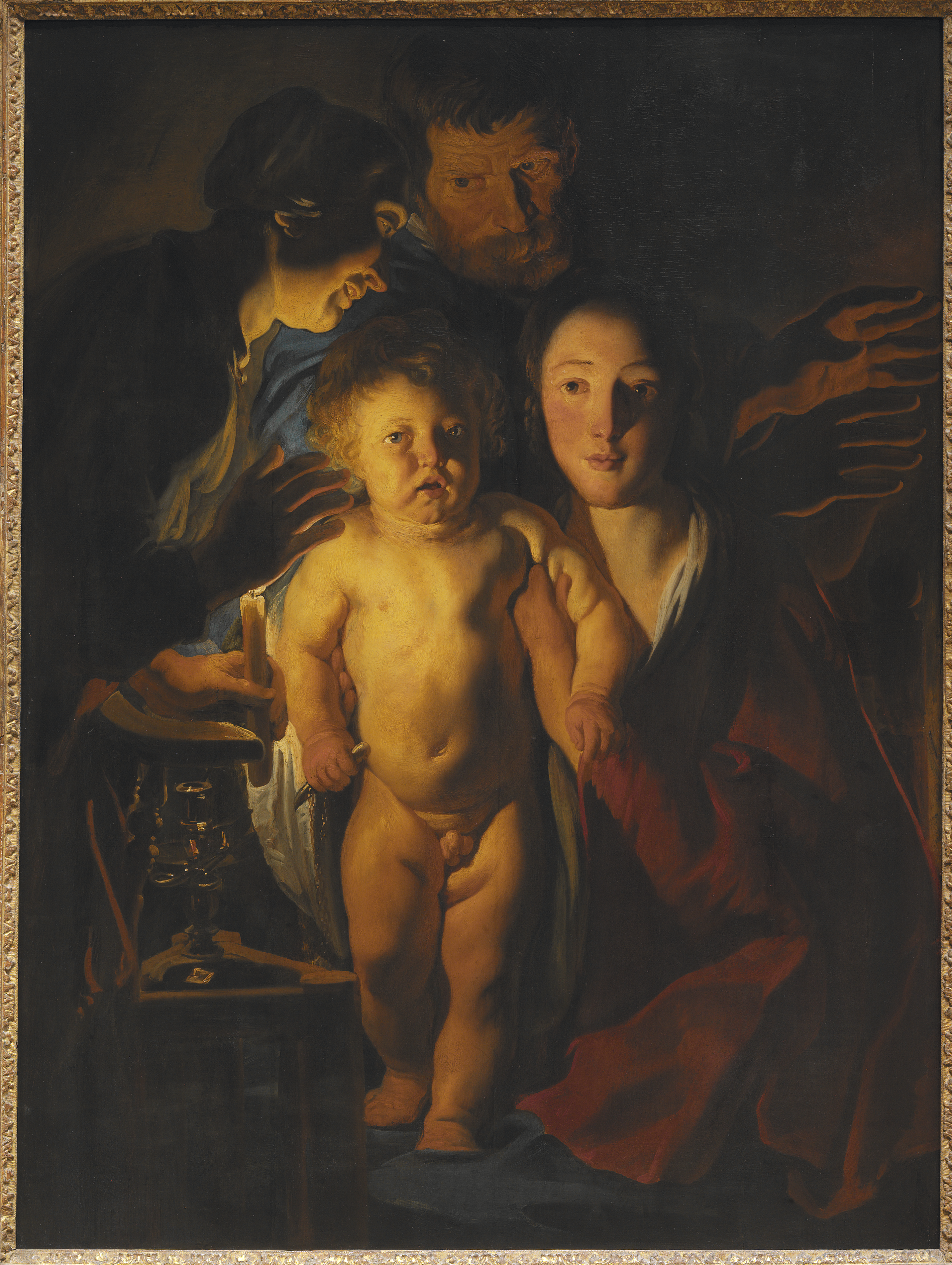
Jacob Jordaens, Sfânta familie la lumina lumânărilor
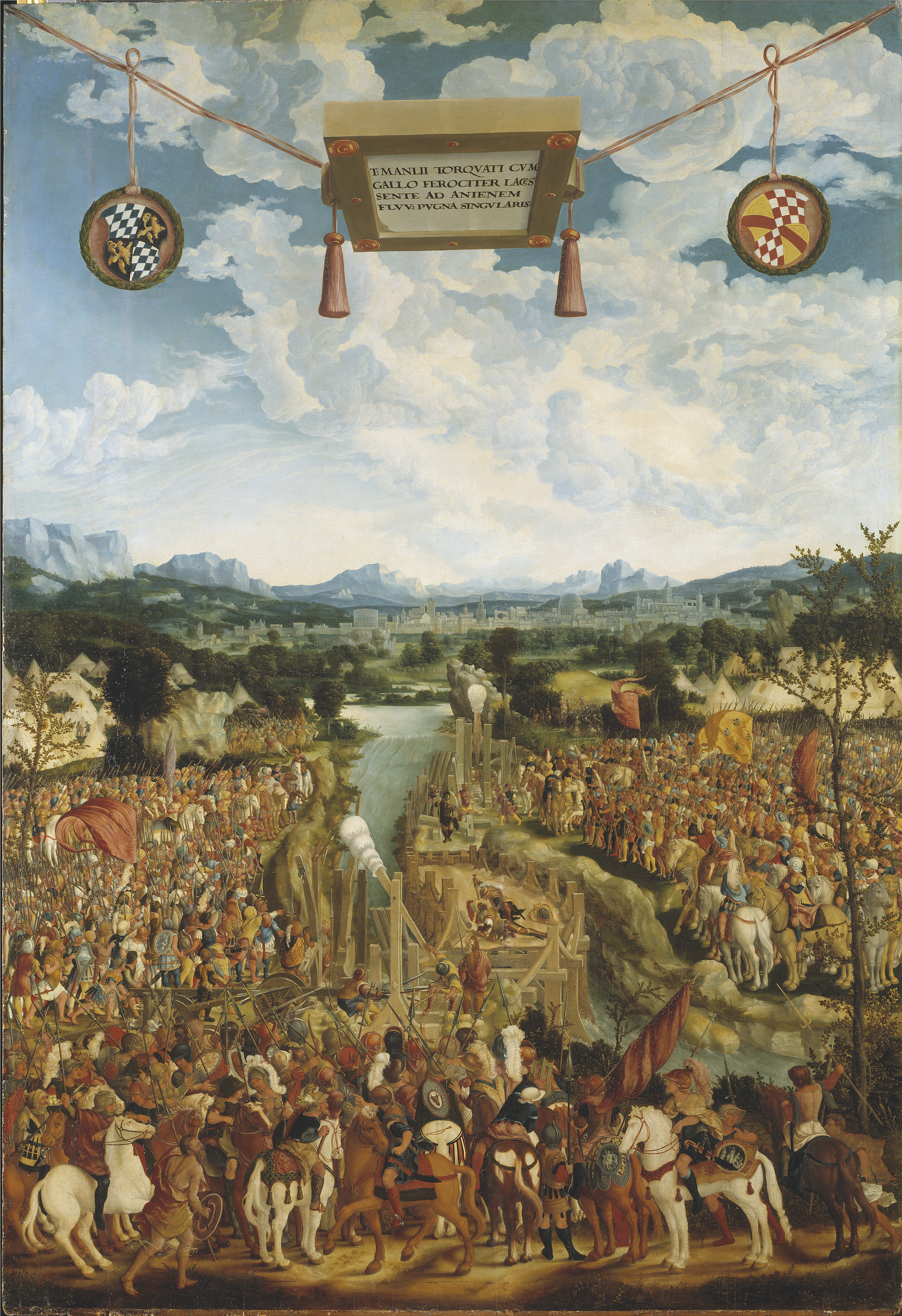
Ludwig Refinger, Manlius Torquatus luptând cu gal.

- Conspirația lui Claudius Civilis de Rembrandt
- Midvinterblot by Carl Larsson
- Candauele arătându-și soția lui Gyges de Jacob Jordaens

## Vezi și
- Muzeul Hallwyl
- Muzeul de Istorie Suedeză

## Legături externe
- National Museum of Fine Arts